# Asota intermedia
Asota intermedia là một loài bướm đêm trong họ Erebidae.